# 196
Cette page concerne l'année 196  du calendrier julien. Pour l'année 196 av. J.-C., voir 196 av. J.-C. Pour le nombre 196, voir 196 (nombre).
L'année 196 est une année bissextile qui commence un jeudi.

## Événements
- Hiver 195/196 : les armées romaines détruisent Byzance[1].
- Janvier : Clodius Albinus est proclamé Auguste par les légions de Bretagne[2]. Il traverse la Gaule pour s'assurer le soutien des légions de Germanie pour sa marche sur Rome. Le mur d'Hadrien est partiellement abandonné pendant la guerre civile (196-197), puis réparé par Septime Sévère en 205/207[3].
- 6 avril : le fils de Septime Sévère, Bassianus, le futur Caracalla, est proclamé César à Viminacium[2].
- Août : le dernier empereur Han de Chine Xiandi retourne à Luoyang partiellement reconstruite[4]. Après l'assassinat de Dong Zhuo par ses lieutenants (192), l'enfant empereur de Chine en fuite est pris et maintenu en captivité à Luoyang par le seigneur de la guerre Cao Cao. L'empereur  est maintenant un pion dans les mains des seigneurs de la guerre en lutte les uns contre les autres. Le général Cao Cao se rendra maître du bassin du fleuve Jaune et du Nord du pays (196-204). Le général Sun Quan s’empare de la Chine méridionale. Le prince Liu Bei, aidé par ses lieutenants Guan Yu, Zhang Fei et Zhuge Liang établit son autorité sur la province du Sichuan[5].

- Série de conciles (Rome, (Césarée, (Pont (Achaie), Corinthe, Lyon, Osroène, Éphèse) convoqués à l’initiative de l’évêque de Rome Victor dans le but de fixer le jour de la célébration de Pâques au dimanche après le 14e jour de la lune de mars. Les évêques d'Asie rassemblés à Éphèse décident de continuer à célébrer la Pâque quartodécimaine[6].

## Naissances en 196
- Cao Chong, fils de Cao Cao.

## Décès en 196
- Xi Zhicai, conseiller militaire chinois.